# 9809 Jimdarwin
9809 Jimdarwin este un asteroid din centura principală de asteroizi.

## Descriere
9809 Jimdarwin este un asteroid din centura principală de asteroizi. A fost descoperit pe 13 septembrie 1998 la Stația Anderson Mesa în cadrul programului LONEOS. El prezintă o orbită caracterizată de o semiaxă mare de 2,61 ua, o excentricitate de 0,18 și o înclinație de 3,2° în raport cu ecliptica.